# Baclayon
Baclayon is een gemeente in de Filipijnse provincie Bohol op het gelijknamige eiland. Bij de census van 2015 telde de gemeente bijna 21 duizend inwoners.
In Baclayon staat een van de oudste kerken van de Filipijnen (zie ook: bezienswaardigheden).

## Geografie

### Bestuurlijke indeling
Baclayon is onderverdeeld in de volgende 17 barangays:
| - Cambanac - Dasitam - Buenaventura - Guiwanon - Landican - Laya - Libertad - Montana - Pamilacan | - Payahan - Poblacion - San Isidro - San Roque - San Vicente - Santa Cruz - Taguihon - Tanday |

## Demografie
Baclayon had bij de census van 2015 een inwoneraantal van 20.591 mensen. Dit waren 1.961 mensen (10,9%) meer dan bij de vorige census van 2010. Ten opzichte van de census van 2000 was het aantal inwoners gegroeid met 5.595 mensen (37,3%). De gemiddelde jaarlijkse groei in die periode kwam daarmee uit op 2,10%, hetgeen hoger was dan het landelijk jaarlijks gemiddelde over deze periode (1,84%).

De bevolkingsdichtheid van Baclayon was ten tijde van de laatste census, met 20.591 inwoners op 34,43 km², 598,1 mensen per km².

## Bezienswaardigheden
- De kerk van Baclayon is een van de oudste van de Filipijnen en werd reeds in 1596 door de Spanjaarden gebouwd.